# Scripps Institution of Oceanography

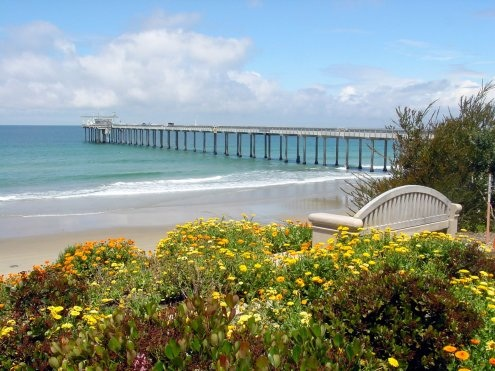
Molo dello Scripps Institution of Oceanography

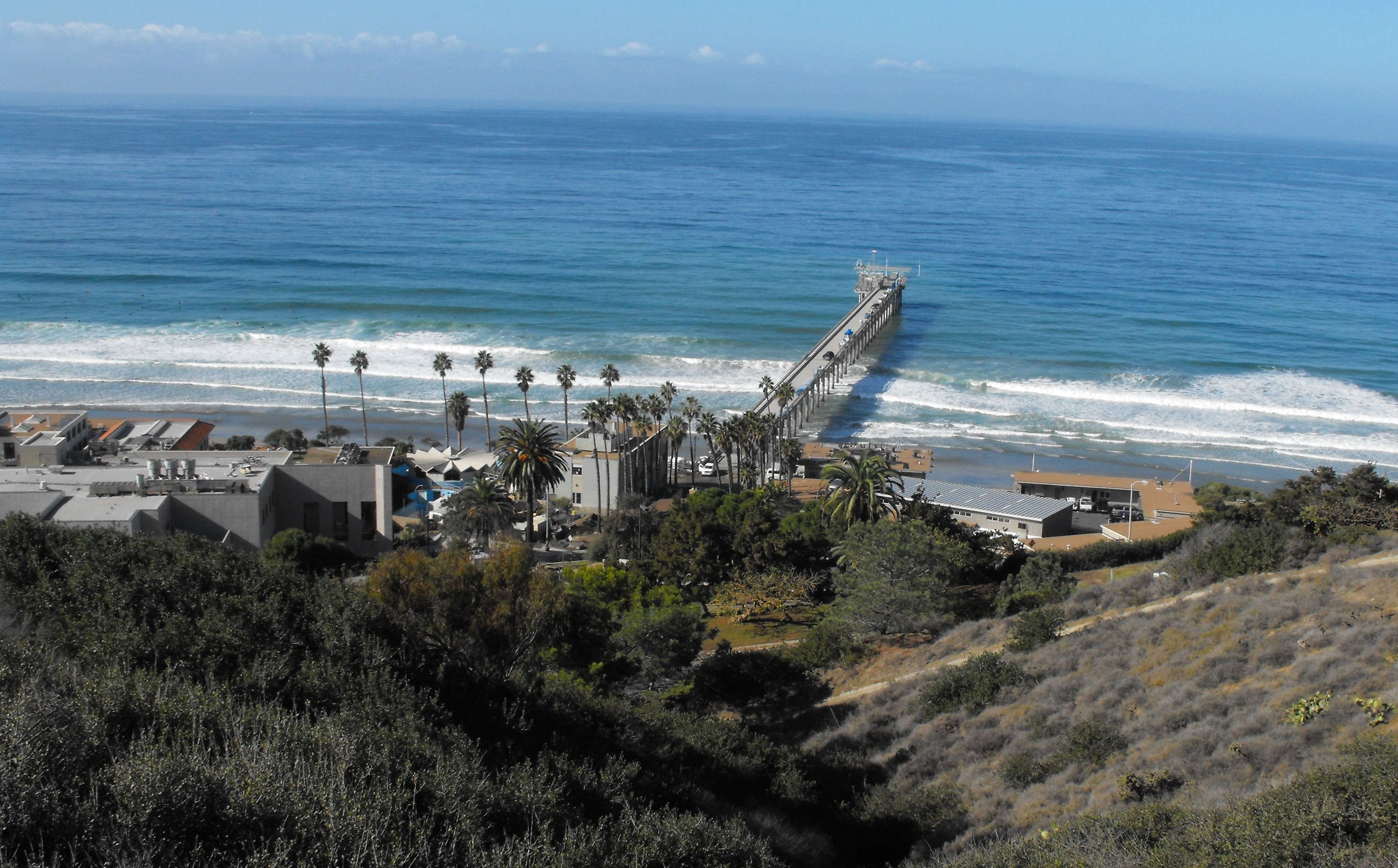
Vista dall'alto dello Scripps Institution of Oceanography

Scripps Institution of Oceanography (a volte indicato come SIO, Scripps Oceanography, o semplicemente Scripps) a La Jolla, California, è uno dei centri più antichi e più grandi per la ricerca scientifica della Terra e dell'oceano, di formazione per laureandi e di servizio pubblico in tutto il mondo. Centinaia di ricercatori dell'oceano e della Terra conducono ricerche scientifiche con l'ausilio di navi da ricerca oceanografiche e laboratori shorebased. Il centro per il pubblico dell'istituto è il Birch Aquarium. Old Scripps Building, l'edificio dove nel 1909 è stato fondato l'istituto, fa parte del US National Historic Landmark. Fa parte della University of California, San Diego.
Scripps pubblica un rinomato magazine bimestrale sull'oceano e scienze della Terra. Nel 2008, Scripps Institution of Oceanography è stato oggetto di una categoria allo show televisivo Jeopardy! ed è apparso spesso in numerose fiction.

## Navi da ricerca
Scripps possiede e gestisce diverse navi di ricerca e piattaforme:
- RP FLIP
- RV Roger Revelle (AGOR-24)
- RV Melville
- RV New Horizon
- RV Robert Gordon Sproul

Precedente navi più grandi di 50 ft (15 m):
- 1906 -         R/V Loma
- 1907 - 1917 R/V Alexander Agassiz
- 1918 - 1918 R/V Ellen Browning
- 1925 - 1936 R/V Scripps
- 1937 - 1955 R/V E. W. Scripps
- 1955 - 1965 R/V Stranger (Utilizzata come USS Jasper dal 1941 al 1947 per la UC Division of War Research)
- 1947 - 1956 R/V Crest
- 1947 - 1969 R/V Horizon
- 1948 - 1965 R/V Paolina-T
- 1951 - 1965 R/V Spencer F.Baird
- 1955 - 1969 T-441
- 1956 - 1962 R/V Orca
- 1959 - 1963 R/V Hugh M. Smith
- 1959 - 1970 R/V Argo (Il nome ufficiale della Marina è stato Snatch)
- 1962 - 1976 R/V Alexander Agassiz
- 1962 - present R/P FLIP
- 1962 - 1974 R/V Oconostota (Il Oconostota era conosciuto come 'The Rolling O' a causa del suo movimento sgradevole)
- 1965 - 1980 R/V Alpha Helix (Trasferito alla University of Alaska di Fairbanks nel 1980; UAF ha venduto la nave nel 2007 a Stabbert Maritime)
- 1965 - ????    R/V Ellen B. Scripps
- 1966 - 1992 R/V Thomas Washington (Trasferito al Cile e rinominato Vidal Gormaz nel 1992; era ancora in funzione nel 2010)
- 1969 - present R/V Melville (AGOR-14)
- 1973 - ????    R/V Gianna
- 1973 - ????    R/V Dolphin (Dolphin è ora al Museo Marittimo di San Diego)
- 1978 - present R/V New Horizon
- 1984 - present R/V Robert Gordon Sproul
- 1995 - present R/V Roger Revelle (AGOR 24)

## Birch Aquarium
La missione del Birch Aquarium a Scripps è:
- di fornire educazione scientifica sull'oceano.
- di interpretare le ricerche svolte a Scripps.
- di promuovere la conservazione dell'oceano.

Per più di un secolo, generazioni di famiglie hanno scoperto il mondo marino attraverso mostre e programmi educativi del museo-acquario associato allo Scripps Institution of Oceanography. Dalle prime mostre modeste al magnifico habitat nel presente volgere del secolo, il ruolo del museo-acquario in eredità allo Scripps Oceanography è molto importante. Oggi, più di 400 000 persone visitano Birch Aquarium di Scripps ogni anno.
Il Birch Aquarium ha una serie di mostre e attività pratiche. Queste includono:
- La Sala dei pesci con più di 60 vasche di pesci ed invertebrati del Pacifico e il più grande habitat riprodotto è una foresta di kelp ospitata in una vasca da 70 000 galloni.
- Scripps Explorers Gallery, con scoperte all'avanguardia degli esploratori di Scripps sul clima, terra e scienze oceaniche attraverso mostre interattive.
- Preuss Tidepool Plaza, che si affaccia sull'Oceano Pacifico, con pozze lasciate dalla marea per scoprire le forme di vita lasciate da essa.
- Il Cortile Smargon, che si affaccia sulle scogliere della costa, con una vasca per gli squali di 13 000 galloni e meravigliose stazioni per i giochi d'acqua. Eventi stagionali si svolgono qui durante l'anno.

L'acquario, sito in zona collinare, offre una panoramica spettacolare dello Scripps Institution of Oceanography campus e dell'Oceano Pacifico.